# محوطه خرابه قرخ بلاغ
محوطه خرابه قرخ بلاغ مربوط به دوره اشکانیان - دوره ساسانیان - سده‌های متاخر دوران‌های تاریخی پس از اسلام است و در شهرستان کوثر، بخش مرکزی، دهستان سنجبد شمالی، روستای قرخ بلاغ واقع شده و این اثر در تاریخ ۲۶ اسفند ۱۳۸۷ با شمارهٔ ثبت ۲۵۷۸۳ به‌عنوان یکی از آثار ملی ایران به ثبت رسیده است.